# Кумаон
Кумаон, или Камаун (хинди कुमाऊँ मण्डल, англ. Kumaon) — один из двух административных регионов индийского штата Уттаракханд.

## География
Регион преимущественно расположен в Гималаях и граничит с Тибетским автономным районом КНР на севере, регионом Гархвал на западе, Непалом на востоке и штатом Уттар-Прадеш на юге. Регион подразделяется на 6 округов: Алмора, Багешвар, Чампават, Найнитал, Питхорагарх и Удхам-Сингх-Нагар.
Административный центр — город Найнитал. Здесь также расположен Верховный суд штата Уттаракханд и один из самых прославленных полков Индийской армии — Кумаонский полк.

## Население
Население региона в основном составляют кумаони.